# Grapholita semifusca
Grapholita semifusca is een vlinder uit de familie van de bladrollers (Tortricidae). De wetenschappelijke naam van de soort is voor het eerst geldig gepubliceerd in 1968 door Danilevsky & Kuznetzov.